# おひとがし
おひとがし（漢字：大人足）。黒シラスの土壌で、熊本県地方に多い。突然崩壊して、窪地を作る。直径1メートルから数キロメートルに及ぶものもある。

## 語源
熊本県阿蘇の祖神、建盤龍命（たていわたつのみこと）が大蛇を退治するために阿蘇に向かって歩いた足跡。大きな人の足跡という意味。熊本の昔話という本によると、大人足の語源は「ううひとがし」がなまって「おしとがし」になったと土地の人は言っている。熊本県菊池郡菊陽町の旧柳水村にある深い窪地が二つある。昔の人は、大きな足形の窪地を巨人（おおひと）の足跡と考えて、「大人足」と地名を名づけたのであろう。いわゆる巨人伝説で、小字名として残っている。

## 実体
低温のために固まらなかった火砕流堆積物の地下に水の浸食により穴があき、突然崩落して出来た窪地、すなわちシラスドリーネのこと。表面的には固まった土壌にみえるが、豪雨がくると陥没してしまう地質。熊本県全体に散らばっているが、特に菊陽町、大津町、西原村など、阿蘇中流域に多い。

## エピソード
窪地は中がつまっていないので、ごぼうがよくできる。また、以前の話であるが、おひとがしの上に家を建てようとしてうまくいかなかった例が多かった。細川護熙が熊本県知事時代に菊陽町にテクノポリスを作った。次の知事の時代第2テクノポリス計画ができたが、それが大きな大人足の上であった。知事は「土地購入の費用が無駄になってもいいか」とためらったが、「後世への禍根を思えば、たとえ、億の単位であろうとも、汚染物質の浸透や、建物の倒壊を回避できたら、そんな予算ではすまない」と言われ、おひとがしがかかる部分を公園化したという。